# 岩手船越駅
岩手船越駅（いわてふなこしえき）は、岩手県下閉伊郡山田町船越にある、三陸鉄道リアス線の駅である。
本州で最も東にある駅となっており、駅の愛称は「本州最東端の駅」である。

## 歴史

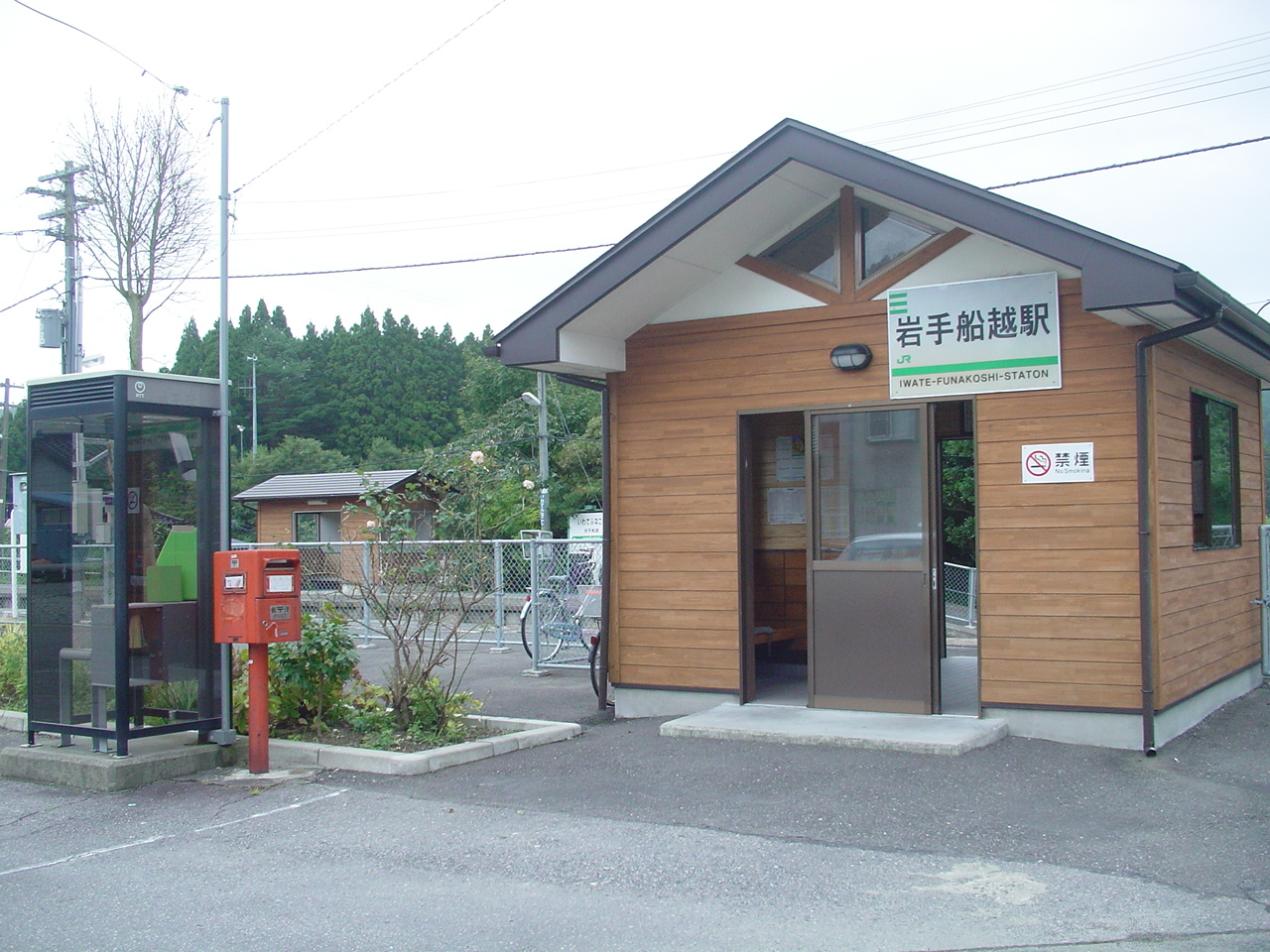
JR時代の駅舎（2007年9月）

- 1936年（昭和11年）11月10日：鉄道省山田線の駅として開業[2]。
- 1965年（昭和40年）3月20日：貨物の取り扱いを廃止[3]。
- 1985年（昭和60年）3月14日：荷物扱い廃止[3]。
- 1987年（昭和62年）
  - 3月17日：岩手船越駅長が廃止され、陸中山田駅長管理下となる。無人駅化[4]。
  - 4月1日：国鉄分割民営化により、東日本旅客鉄道（JR東日本）の駅となる[2]。
- 2001年（平成13年）12月：管理駅である陸中山田駅からの駅員派遣廃止により、無人化。
- 2011年（平成23年）3月11日：東日本大震災により営業休止。
- 2019年（平成31年）3月23日：当駅を含む宮古駅 - 釜石駅間復旧と同時に三陸鉄道に転換、リアス線の駅となる。

## 駅構造
相対式ホーム2面2線を有する地上駅で、列車交換をすることができる。なお、互いのホームは構内踏切で連絡している。1番線ホーム側には側線があり、かつて郵便輸送が行われていた頃は郵便車を使用していたが、今は使われていない。
駅舎は待合室だけの簡素なものである。当駅始発の下り列車（宮古行き）が1本設定されており、この列車は上り列車から当駅で切り離しを行った車両が折り返すため、2番線からの発車となる。

### のりば
| 番線 | 路線      | 方向 | 行先           | 備考            |
| ---- | --------- | ---- | -------------- | --------------- |
| 1    | ■リアス線 | 下り | 宮古・久慈方面 | 当駅始発は2番線 |
| 2    | ■リアス線 | 上り | 釜石・盛方面   |                 |

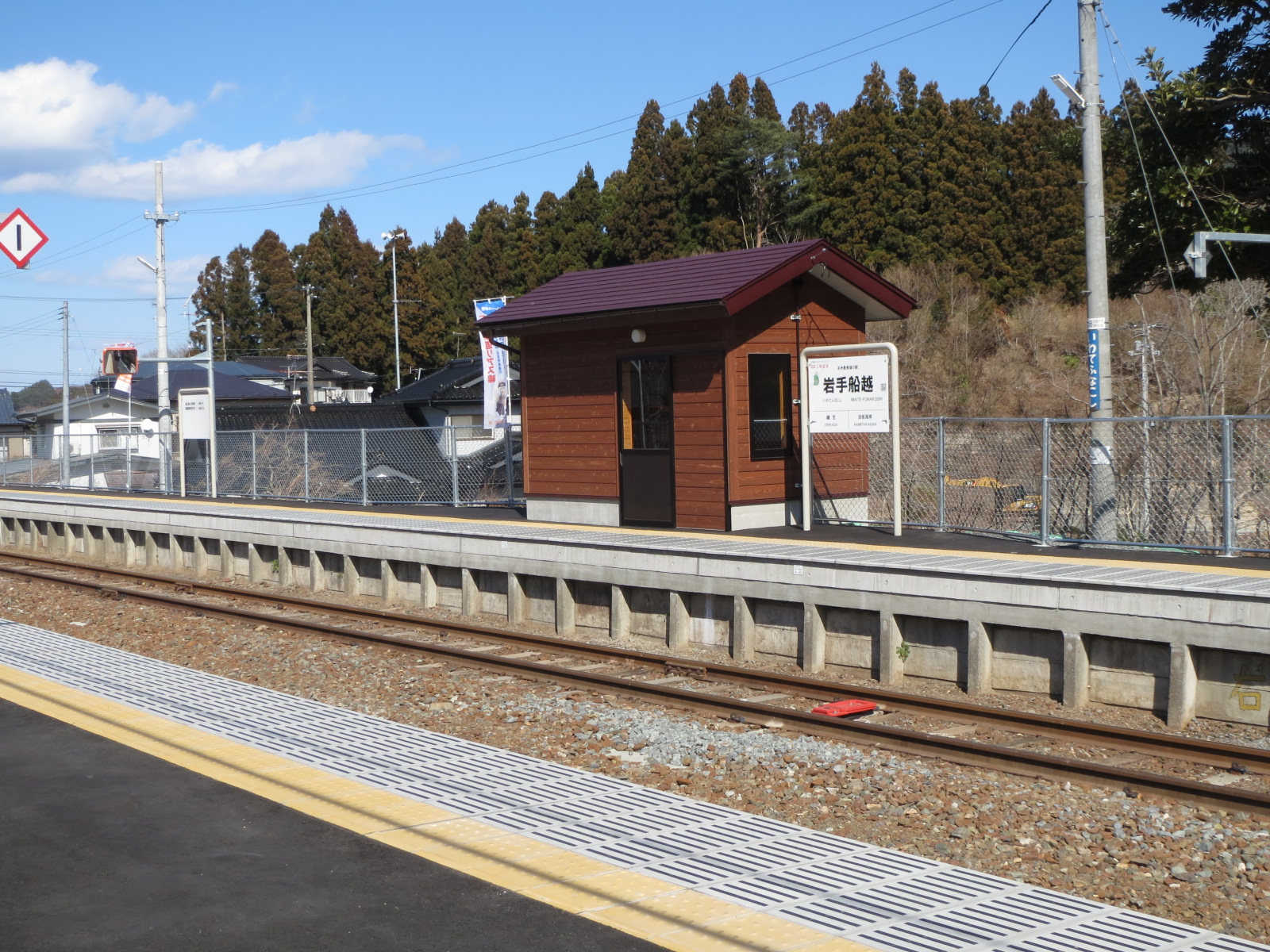
ホーム（2019年3月）
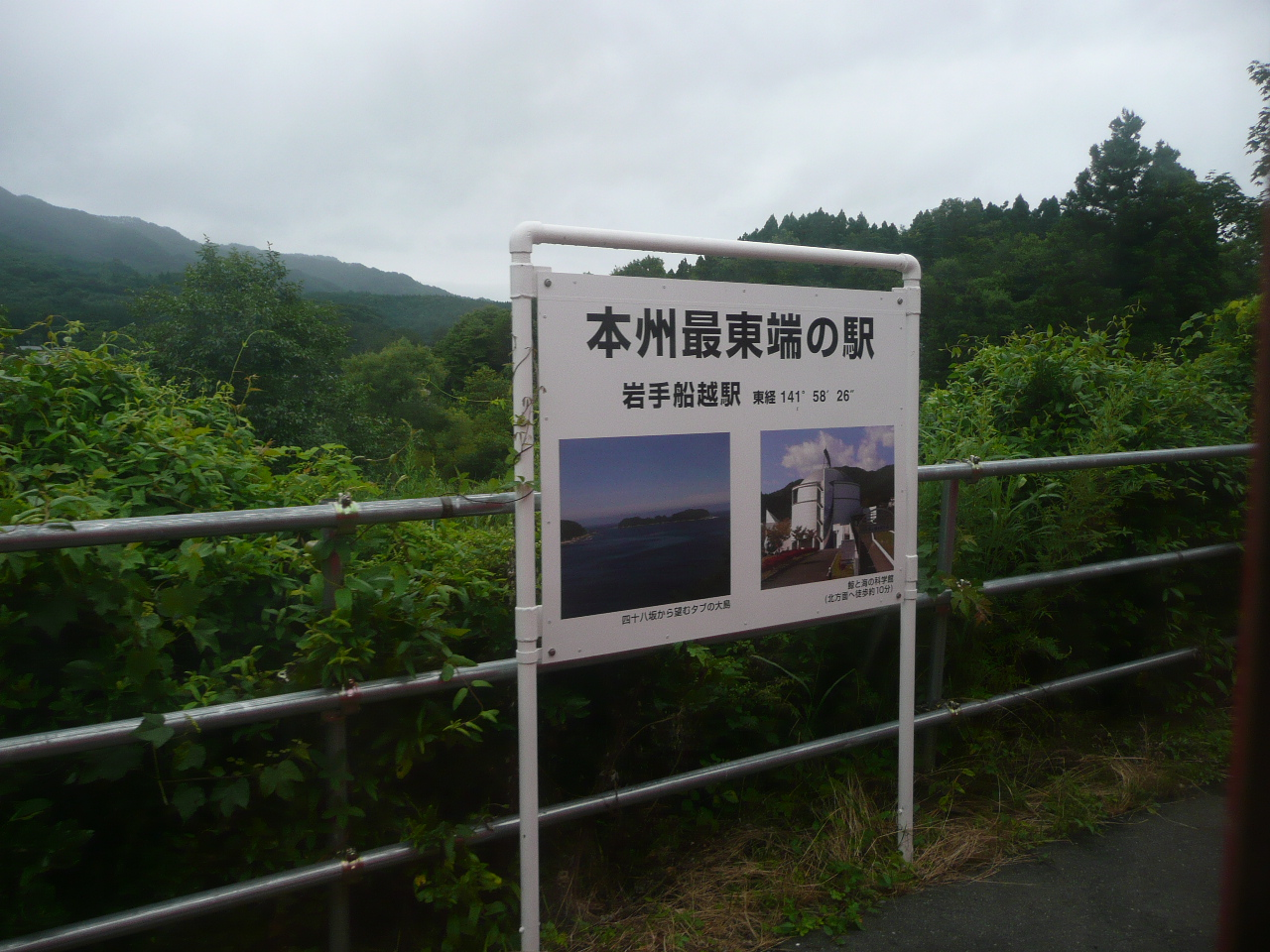
ホーム上にある「本州最東端の駅」の表示（2007年7月）

## 利用状況
2000年度（平成12年度）の1日平均乗車人員は127人である。

## 駅周辺
- 鯨と海の科学館
- 山田町役場船越支所
- 船越郵便局
- 国道45号
- 三陸沿岸道路 山田南インターチェンジ
- 道の駅ふなこし
- 岩手県北バス「船越駅前」停留所

## 隣の駅
三陸鉄道
■リアス線
浪板海岸駅 - 岩手船越駅 - 織笠駅

#### 記事本文
1. ↑  “鉄道事業の旅客運賃の上限設定認可申請書”.   三陸鉄道株式会社 (2019年2月21日). 2023年12月5日時点のオリジナルよりアーカイブ。2019年3月26日閲覧。
2. 1 2 3  曽根悟（監修） 著、朝日新聞出版分冊百科編集部 編『週刊 歴史でめぐる鉄道全路線 国鉄・JR』 21号 釜石線・山田線・岩泉線・北上線・八戸線、朝日新聞出版〈週刊朝日百科〉、2009年12月6日、18-19頁。
3. 1 2  石野哲 編『停車場変遷大事典 国鉄・JR編』 II（初版）、JTB、1998年10月1日、500頁。ISBN 978-4-533-02980-6。
4. ↑  「通報 ●山田線津軽石駅ほか1駅の駅員無配置について（旅客局）」『鉄道公報』日本国有鉄道総裁室文書課、1987年3月18日、1面。

#### 利用状況
1. ↑  “各駅の乗車人員（2000年度）”.   東日本旅客鉄道. 2018年3月8日閲覧。